# Буконвил сир Мат
Буконвил сир Мат (фр. Bouconville-sur-Madt) насеље је и општина у североисточној Француској у региону Лорена, у департману Меза која припада префектури Комерси.
По подацима из 2011. године у општини је живело 105 становника, а густина насељености је износила 15,04 становника/km². Општина се простире на површини од 6,98 km². Налази се на средњој надморској висини од 220 метара (максималној 246 m, а минималној 225 m).

## Демографија
| 1962. | 1968. | 1975. | 1982. | 1990. | 1999. | 2011. |
| ----- | ----- | ----- | ----- | ----- | ----- | ----- |
| 63    | 95    | 86    | 83    | 86    | 84    | 105   |

График промене броја становника у току последњих година